# NGC 5120
NGC 5120 (другие обозначения — OCL 899, ESO 96-SC11) — группа звёзд в созвездии Центавр.
Джон Гершель описал объект как звездное скопление, хорошо заметное на фоне Млечного Пути.
NGC 5120 и находящийся рядом NGC 5155 были описаны в 1888 году Дрейером как значительные звездные кластеры. Затем NGC 5120 был определен как возможне рассеянное звёздное скопление Ruprecht 166 (Ru 166) или ESO 96-SC 11. Ошибка в определении координат этих объектов при их открытии не превосходит их размеры.
Этот объект входит в число перечисленных в оригинальной редакции «Нового общего каталога».